# Livoniana multidentata
La livoniana (Livoniana multidentata) è un vertebrato estinto appartenente ai tetrapodomorfi. Visse nel Devoniano medio o superiore (Givetiano / Frasniano, circa 365 milioni di anni fa). I suoi scarsi resti fossili rinvenuti finora sono stati ritrovati nella formazione Guaha, in Lettonia ed Estonia. 

## Fossili e interpretazione
I resti fossili su cui si basa questa specie comprendono unicamente frammenti di mandibola muniti di denti. Inizialmente identificati come appartenenti a un animale simile a Elpistostege o Panderichthys, questi resti possiedono alcune caratteristiche evolute; in particolare, il tipo di dentatura richiama quello dei primi tetrapodi e altre peculiarità che si pensava fossero apparse per la prima volta nei due tetrapodi del Frasniano Elginerpeton e Obruchevichthys. I fossili di livoniana, in ogni caso, hanno indotto il paleontologo Per Ahlberg a pensare che i tetrapodi si fossero già differenziati dagli elpistostegali nel corso del Devoniano medio. 